# Kungsstenarna (Hålanda)

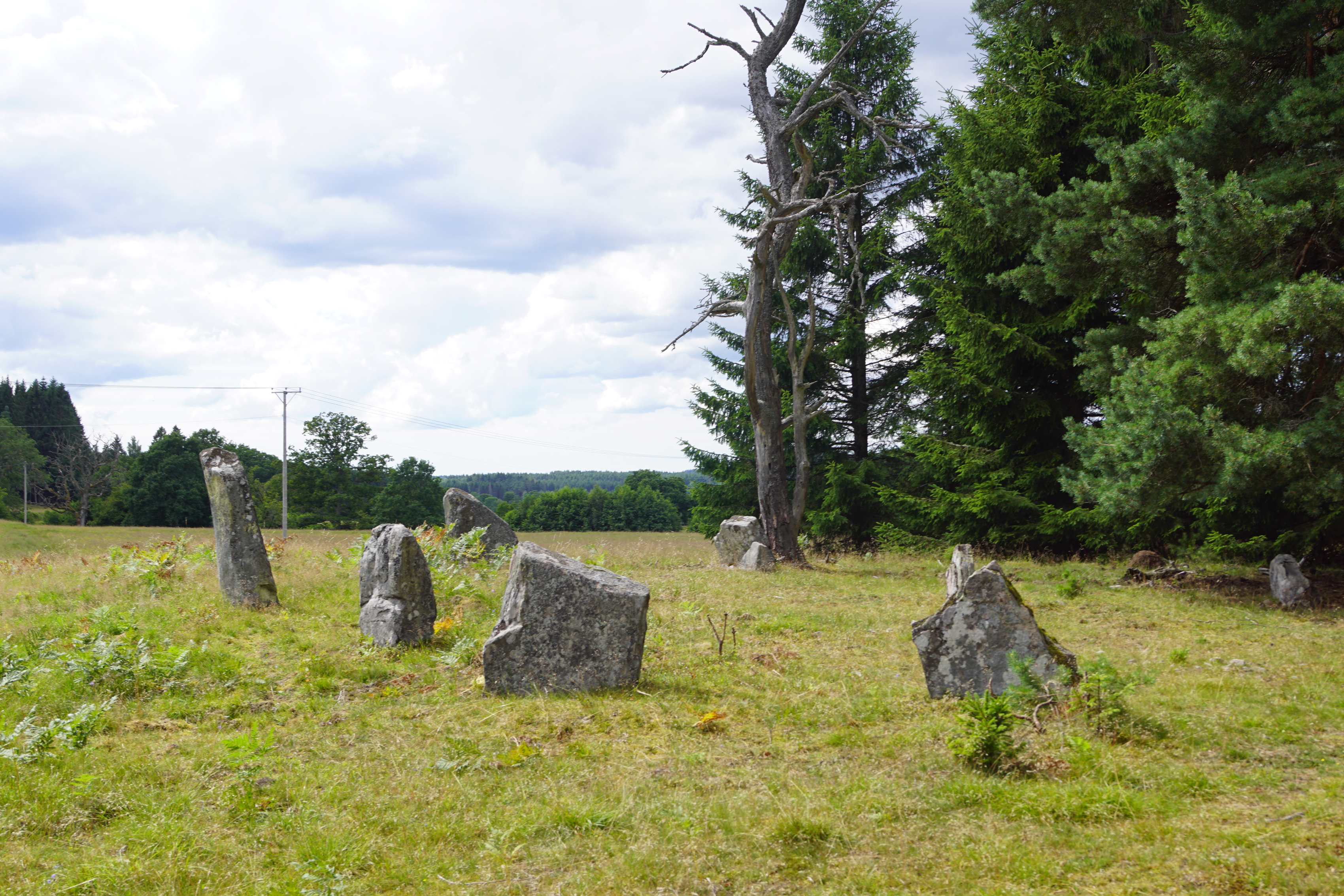
Kungsstenarna

Die Kungsstenarna (deutsch „Königssteine“) sind zehn aufrechtstehende Steine auf einem Gräberfeld aus der Eisenzeit, an einem Waldrand nordöstlich des Weilers Heden im Hålanda distrikt im Norden der Ale kommun in Västergötland in Schweden.
Im Hålanda distrikt finden sich u. a. auch eine Steinkiste aus der Steinzeit und Rösen aus der Bronzezeit.